# Jonas Staude

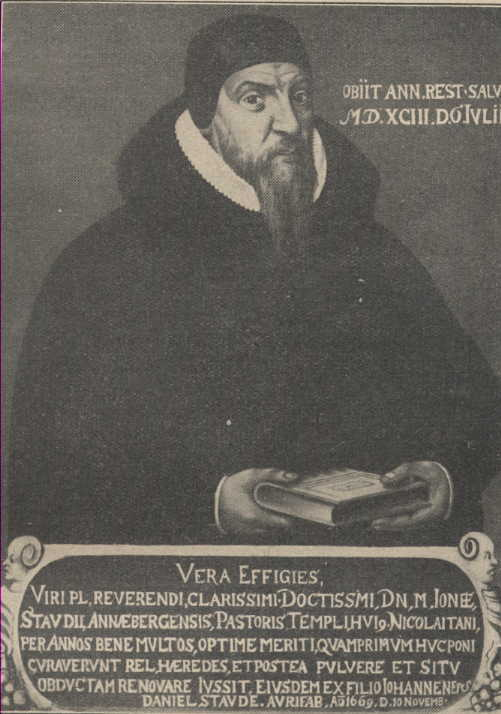
Jonas Staude

Jonas Staude (* 27. September 1527 in Annaberg; † 6. Juli 1593 in Stralsund) war evangelischer Geistlicher in Stralsund.

## Leben
Jonas Staude wurde als zweiter Sohn des Annaberger Stadtrichters und Ratsherrn Jakob Staude geboren. Er besuchte die Lateinschule in Goldberg in Schlesien und ging 1548 an die Universität Leipzig um Jura, bald darauf jedoch Theologie zu studieren. Ein Jahr später ging er nach Wittenberg. Hier lernte er Melanchthon und Bugenhagen kennen.
Fünf Jahre später kam Staude auf Empfehlung Bugenhagens nach Stralsund als Diakon an der Heiligengeistkirche. Am 16. November 1557 wurde er in Greifswald zum Magister promoviert. 1561 wurde er Diakon, 1567 Archidiakon an der St. Nikolaikirche in Stralsund.
Am 17. Januar 1565 nahm Staude als Senior des geistlichen Ministeriums an dem Synodaltag in Kloster Campe teil und erreichte dort viele Vorteile für seine Stadt.
Staude war zweimal verheiratet, in erster Ehe mit Katharina Ketelhoet, der ältesten Tochter des Stralsunder Reformators und späteren ersten evangelischen Geistlichen Christian Ketelhot, in zweiter Ehe mit Maria von Schacht. Der Stralsunder Rektor Johann Hieronymus Staude ist ein Enkel Staudes.